# Thaumetopoea obscura
Thaumetopoea obscura är en fjärilsart som beskrevs av Vorbrodt. Thaumetopoea obscura ingår i släktet Thaumetopoea och familjen tandspinnare. Inga underarter finns listade i Catalogue of Life.